# Everybody Jam!
Albums de Scatman John
Scatman's World
(1995) Take Your Time
(1999)
Everybody Jam! est le second album studio de Scatman John, sorti en 1996.

## Liste des titres
1. Stop the Rain – 4:06
2. Everybody Jam! – 3:31
3. The Invisible Man – 3:26
4. Let It Go – 3:47
5. Message to You – 3:36
6. (I Want To) Be Someone – 3:17
7. Scatmusic – 3:57
8. Shut Your Mouth and Open Your Mind – 3:54
9. (We Got To Learn To) Live Together – 3:52
10. Ballad of Love – 3:42
11. People of the Generation – 3:44
12. Lebanon – 3:34
13. U-Turn – 3:47
14. Everybody Jam! [Club Jam] – 5:41 
Japanese bonus tracks :
15. Paa Pee Poo Pae Po – 3:50
16. I'm Free – 3:37
17. Jazzology – 3:53
18. Pripri Scat [Radio Edit] – 3:16
19. Su Su Su Super Kirei [Radio Edit] – 3:56